# Куничский Казанский монастырь
Куничский Казанский монастырь — монастырь Кишинёвской и всея Молдавии епархии Русской православной старообрядческой церкви в селе Кунича Флорештского района Республики Молдова. Единственный действующий старообрядческий монастырь в Молдавии.

## История
Мужской старообрядческий скит в селе Кунича был основан в начале XIX века. В 1884—1886 годах в селе уже действовал монастырь, в котором проживало 10 насельников. В 1886 году он был закрыт властями. В 1929 году на его месте возник новый женский монастырь в честь Казанской иконы Божией Матери. Первой настоятельницей обители стала Персида (Иванова) из Муравлёвского монастыря. В 1933 году отстранена от управления монастырём на 10 лет. По истечении этого срока митрополит Тихон (Качалкин) восстановил её в должности, заменив игуменью Емилию (Шеленкову). В конце 1947 года епископ Иосиф (Моржаков) вновь отстранил Персиду (Иванову) от должности, попросив оставить обитель. С 1947 и до закрытия в 1959 году настоятельницей была игуменья Валентина (Силакова).
После присоединения Бессарабии к СССР и закрытия других бессарабских старообрядческих монастырей стал единственным действующим старообрядческим монастырём в СССР.
В 1957 году власти поставили перед Московской архиепископией и Кишинёвской епархией вопрос о «расформировании» Куничского монастыря. Выполняя это требование, Московский архиепископ в октябре 1957 года уволил игуменью Валентину (Силакову) и духовника обители священника Ипполита Мартынова. Однако епископ Иосиф (Моржаков), не имевший достаточного авторитета среди верующих, не смог исполнить решение архиепископии. 6 декабря 1958 года Совет по делам культов принял постановление о снятии с регистрации Куничского женского монастыря. К реализации данного решения ввиду угрозы сопротивления со стороны 2550 старообрядческих жителей села по просьбе уполномоченного подключился епископ Иосиф. Первым этапом стал перенос старообрядческих поклонных крестов с улиц села Куниче на кладбище. С учётом угрозы массовых волнений закрытие обители отложили на июнь 1959 года. 5 июня 1959 года Совет министров Молдавской ССР  постановил изъять все помещения Куничского монастыря. В ночь на 28 июня 1959 года благочинный Кишинёвского епархиального управления священник Морозов тайно от прихожан перенёс иконы и утварь из монастыря в приходскую церковь в селе Куниче, в тот же день монахини были выдворены, монастырь опечатан, в течение месяца его переоборудовали под детский сад. Уполномоченный Совета по делам культов указывал на недопустимость создания женской обители близ Кагула, где в бывшем селе Липованка в прицерковном доме жили 4 престарелые прихожанки.
В 1990 году женский монастырь был возрождён. Первой настоятельницей возрождённой обители стала Таисия (Еремеева). По состоянию на 2018 год в монастыре проживали четыре инокини и три послушницы, игуменья — Агния (Донцова).